# Ernst Julius Richard Ewald
Ernst Julius Richard Ewald, född 14 februari 1855 i Berlin, död 22 juli 1921 i Konstanz, var en tysk fysiolog; bror till Carl Anton Ewald. 
Ewald blev 1880 medicine doktor, 1883 docent i Strassburg samt 1886 extra ordinarie och 1900 ordinarie professor i fysiologi där. Genom sina med sällsport fin teknik utförda undersökningar över innerörat (Physiologische Untersuchungen über das Endorgan des Nervus octavus, 1892) bidrog han i mycket betydande grad till utredning av detta organs förrättningar, varjämte han i den av honom utvecklade teorin för hörselförnimmelserna (1899) på ett skickligt sätt undvek flera av de svårigheter, som mötte den av Hermann von Helmholtz uppställda resonatorteorin.